# Stadtbredimus
Stadtbredimus är en kommun och en liten stad i sydöstra Luxemburg.   Den ligger i kantonen Canton de Remich och distriktet Grevenmacher, i den sydöstra delen av landet, 18 kilometer öster om huvudstaden Luxemburg. Antalet invånare är 1 634. Arean är 10,2 kvadratkilometer.
Terrängen i Stadtbredimus är huvudsakligen platt.

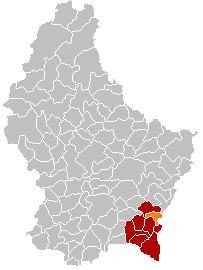
Stadtbredimus markerad med orange i karta över Luxemburg

Trakten runt Stadtbredimus består till största delen av jordbruksmark. Runt Stadtbredimus är det ganska tätbefolkat, med 134 invånare per kvadratkilometer.